# Graben (Vienna)
Il Graben è una delle vie-piazze centrali più importanti di Vienna, in Austria.
Già luogo di mercato e scenario di feste e processioni, oggi vi si trovano i migliori ristoranti e negozi del Paese.
Si trova nelle immediate vicinanze del Duomo di santo Stefano, ed è accessibile dalle linee U1 e U3 della metropolitana, fermata Stephansplatz.

## Storia

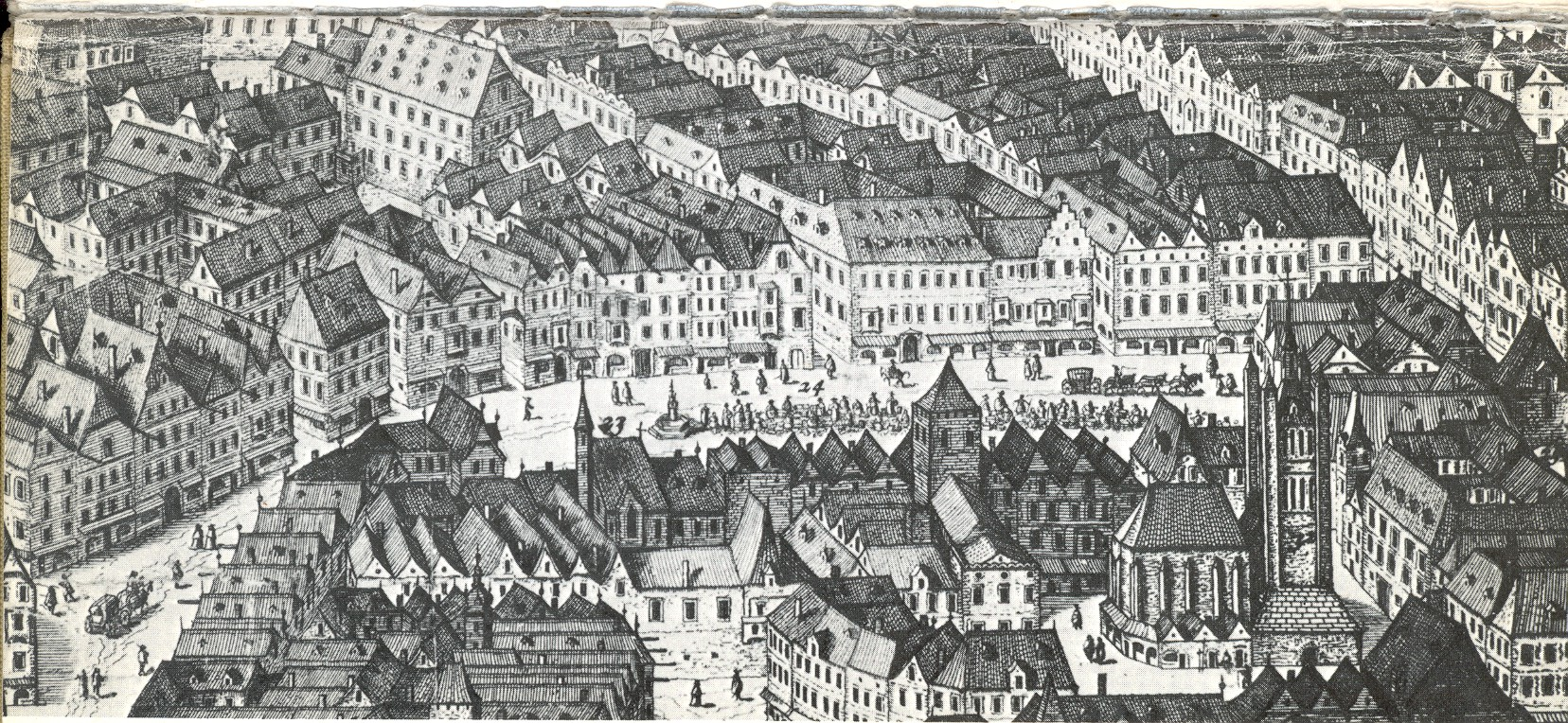
La piazza nel 1609.

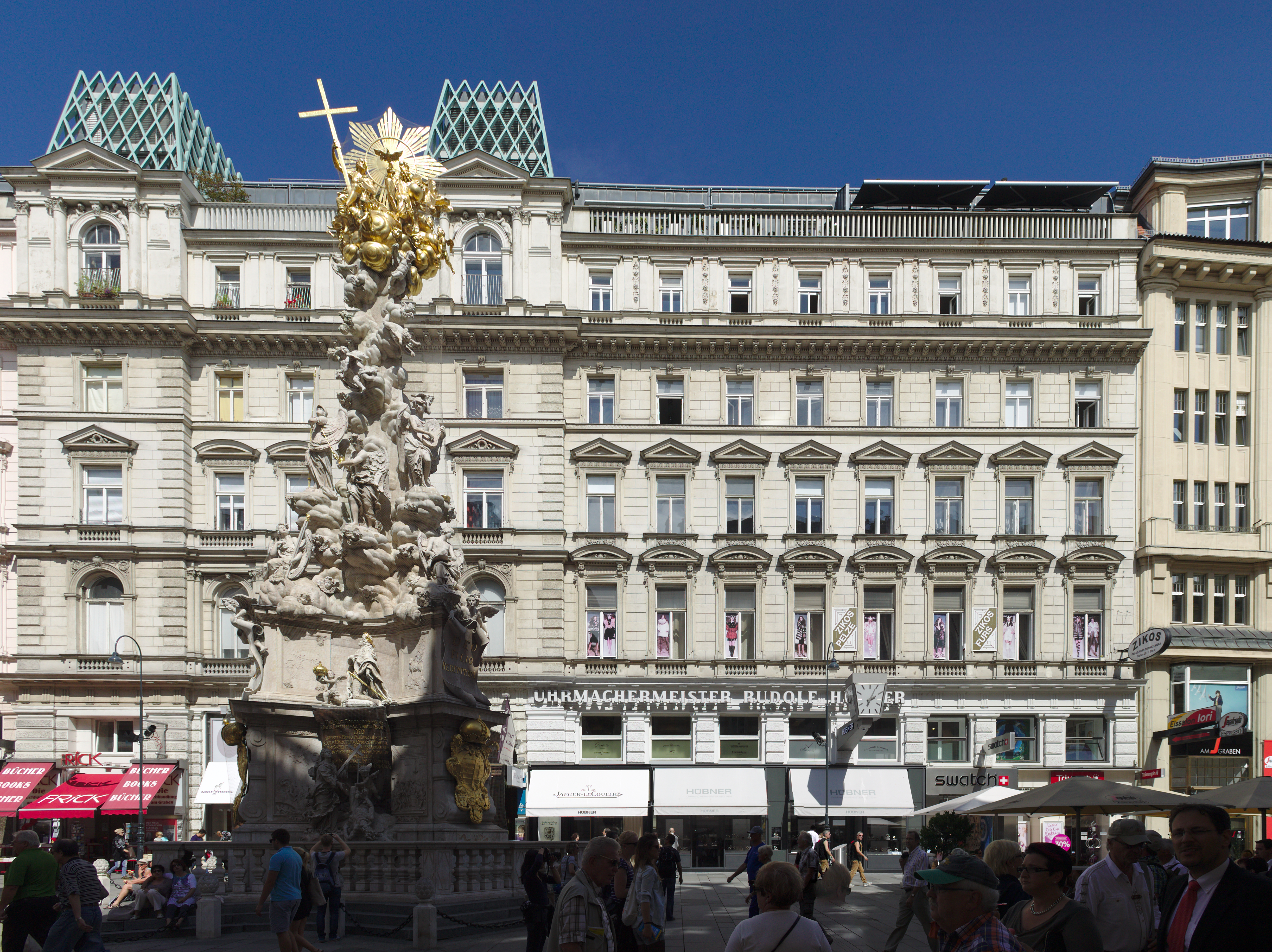
Veduta con la Colonna della Peste.

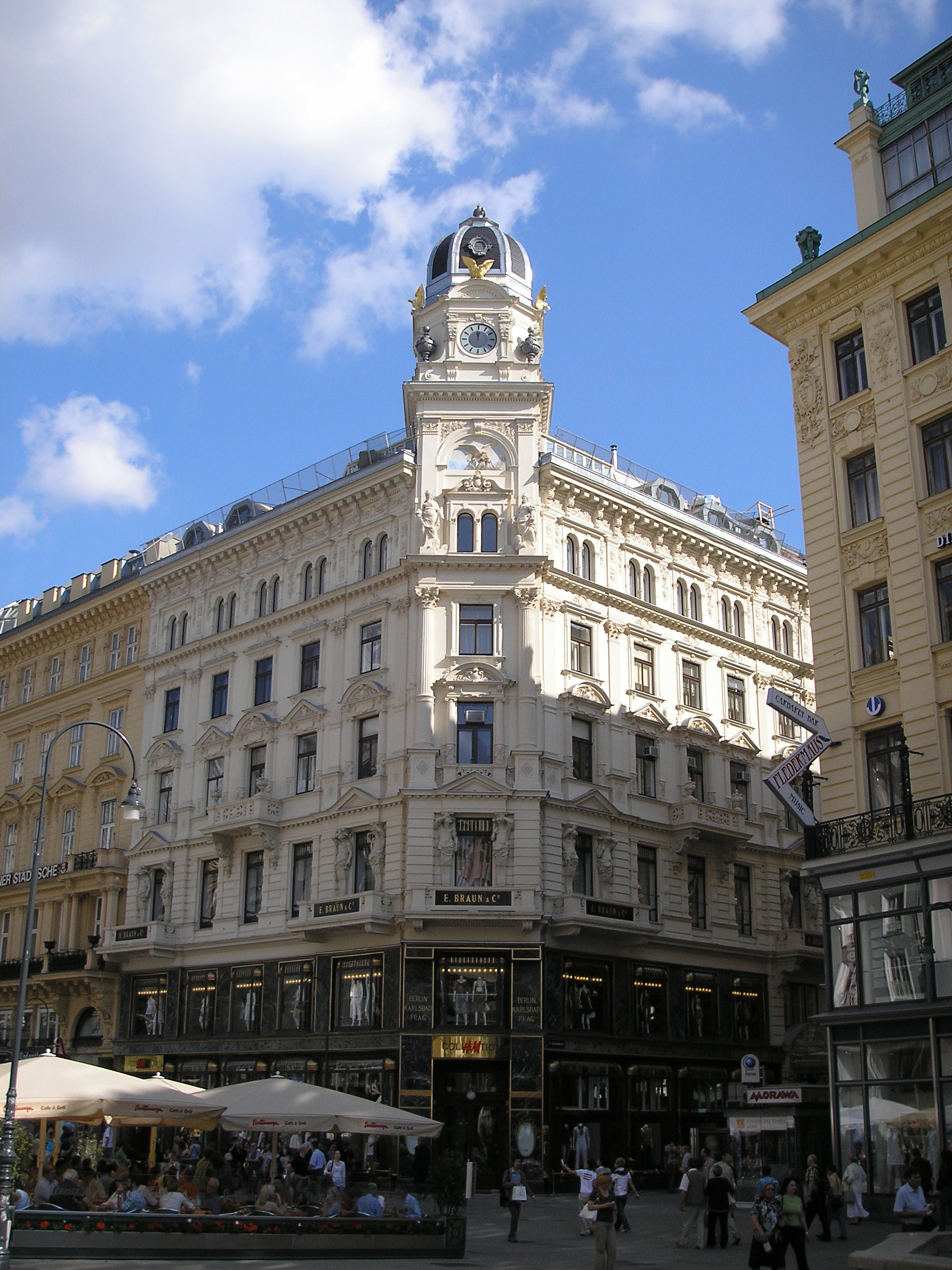

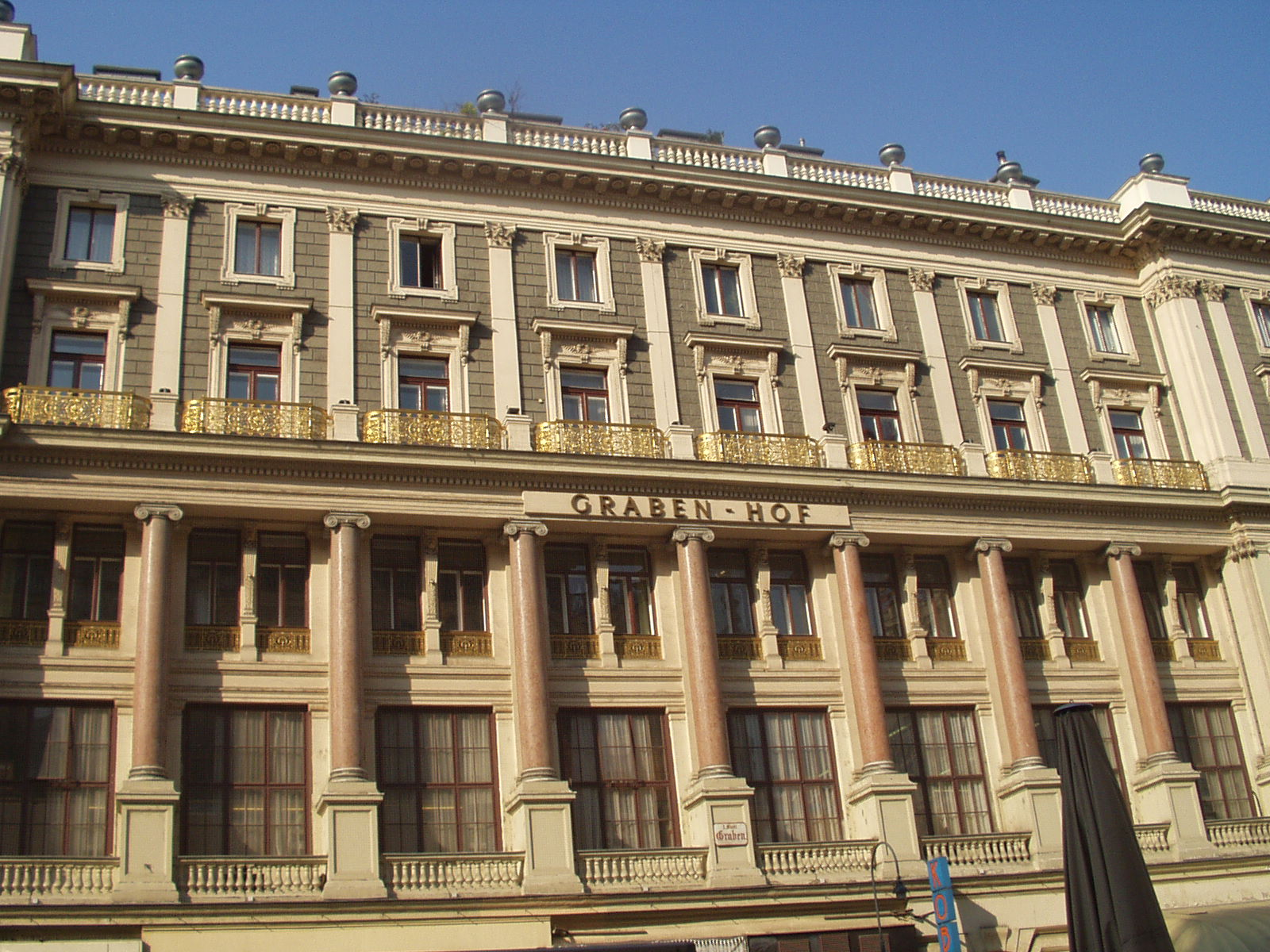
Il Grabenhof.

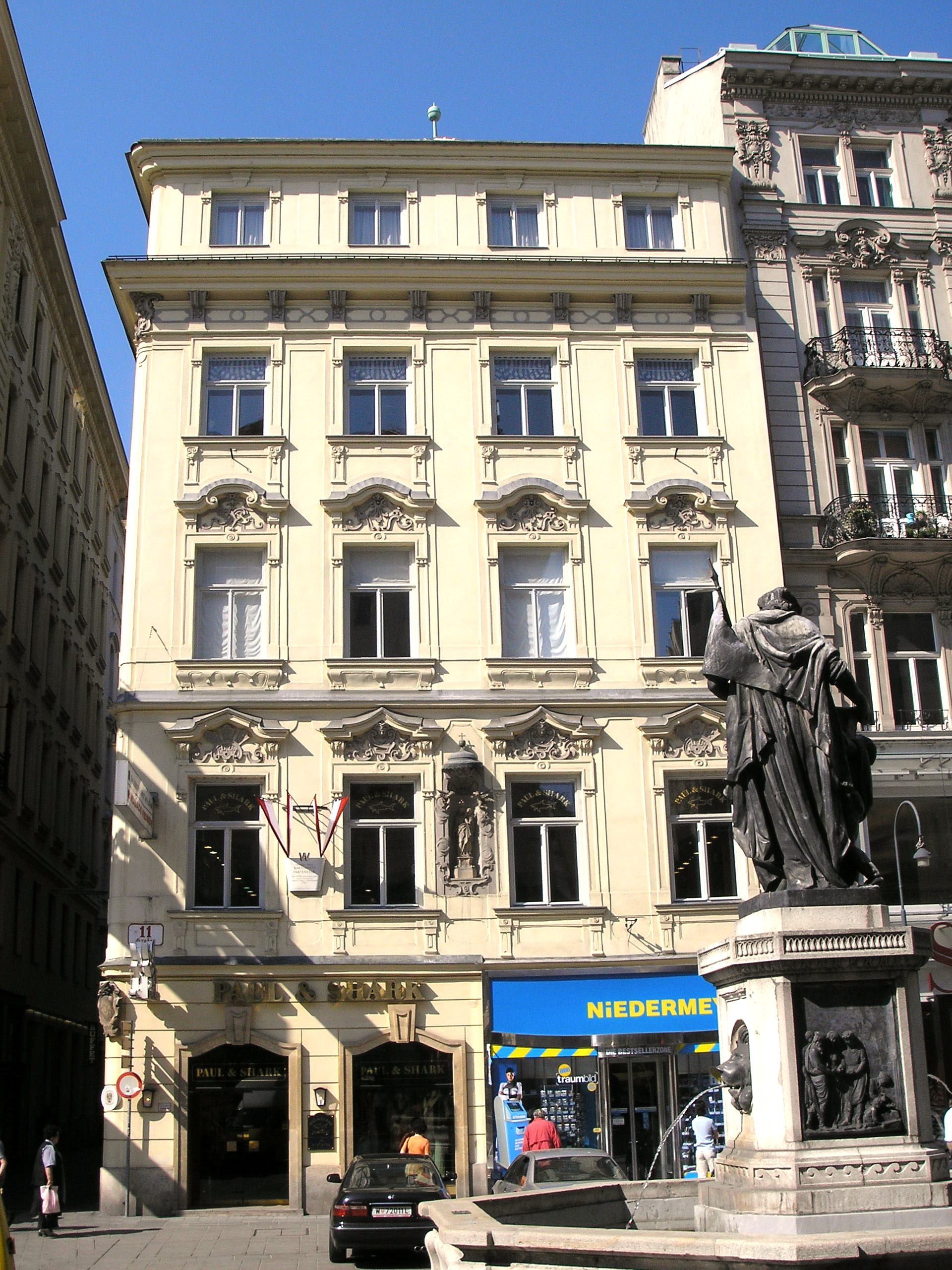
Il Palais Bartolotti-Partenfeld.

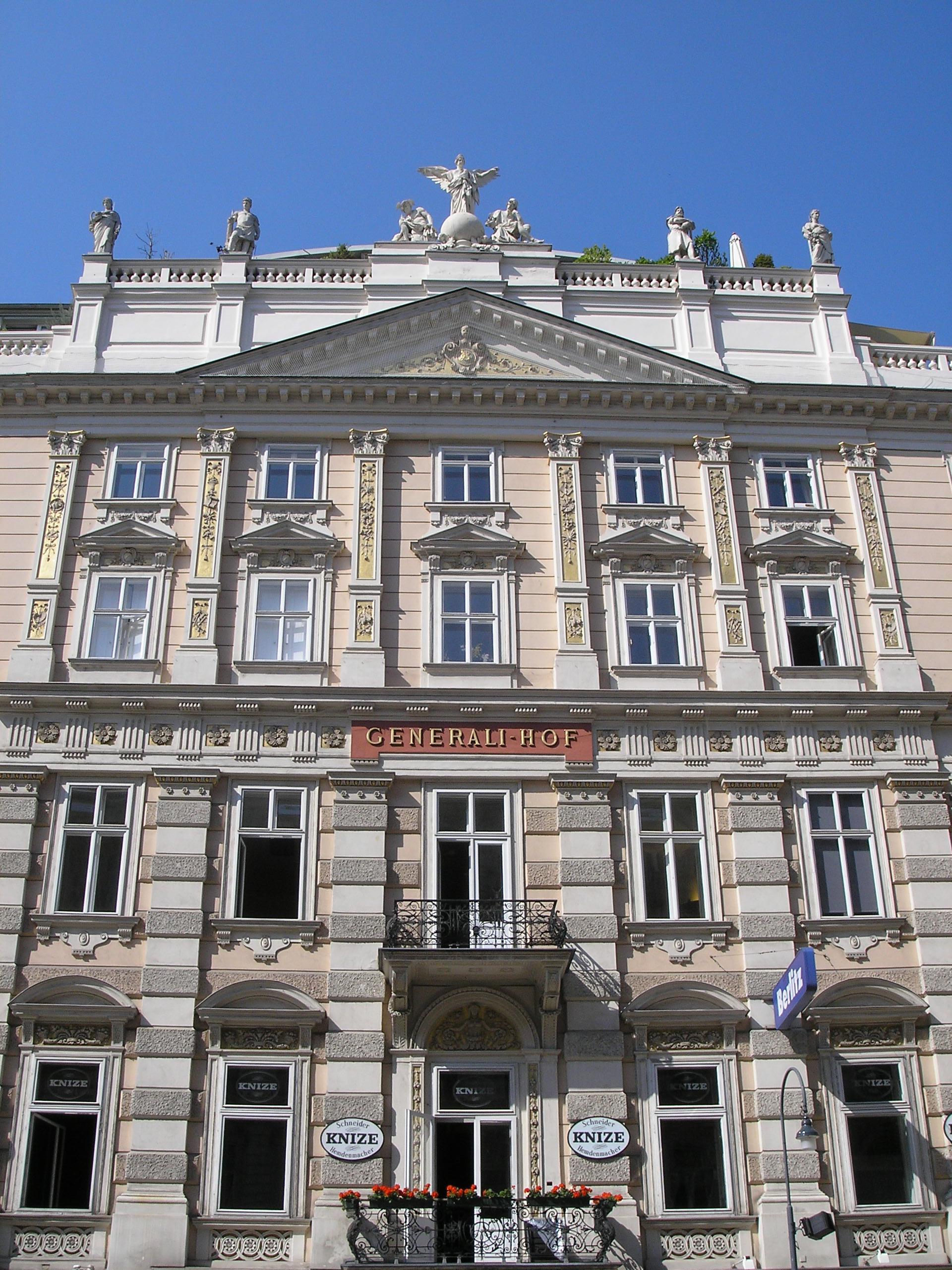
Il Generalihof.

### Origini
Le origini del Graben risalgono all'epoca romana. Qui vi si trovava il fossato meridionale del castrum di Vindobona, addossato alla cinta muraria della fortezza legionaria che si ergeva lungo l'odierna Naglergasse. Il fossato restò anche durante il Medioevo, fino al XII secolo, quando i Babenberg fecero ingrandire la città grazie alla taglia riscossa per la liberazione di Riccardo Cuor di Leone.
Durante queste trasformazioni il fossato venne colmato e trasformato in una via cittadina; tuttavia nella zona da poco urbanizzata restavano ancora numerosi lotti vacanti, che contribuirono a mantenere l'appellativo di Graben.

### Medioevo
L'espansione della città di Vienna si manifesta anche nell'urbanizzazione irregolare dei due lati del Graben: il lato nord appariva assai serrato fra le costruzioni, interrotte solo dal passaggio verso la chiesa di san Pietro, mentre il lato sud era intervallato regolarmente da cinque vie tracciate nel XIII secolo, ma ancora in gran parte non urbanizzato.
Fino ad allora l'asse principale cittadino era incentrato su Hoher Markt e Wipplingerstraße ma, secondo lo storico Karl Oettinger, il Graben divenne la via principale della città, costituendo un asse continuo da Am Hof attraverso Bognergasse arrivando fino a Stock-im-Eisen-Platz, dunque fino al duomo, sostituendosi così al vecchio asse nord.
Gli edifici sul Graben erano soprattutto delle costruzioni a graticcio, che nel 1327 portarono alla catastrofe. Un incendio divampò dalla casa del prete Heinrich da Lucerna, nella Wallnerstraße, incenerì completamente il Kohlmarkt e si propagò rapidamente in tutto il quartiere. Il re Federico il Bello in persona collaborò con i soccorritori.
Alcuni membri del ramo svevo della famiglia di Rodolfo I d'Asburgo vi abitarono, anche se non fu ancora il luogo privilegiato dalla nobiltà.
Il solo grande edificio presente in quest'epoca era il Freisingerhof, il palazzo cittadino dei vescovi di Frisinga utilizzato per i soggiorni d'affari della diocesi (eretto in stile romanico nel XII secolo).
A cavallo fra XIII e XIV secolo il Graben viene chiuso dalle costruzioni in ambedue i capi, creando non pochi problemi alla viabilità, e sembra divenire più una piazza che una via. Iniziano anche a installarvisi i primi artigiani: fabbri e forgiatori; il ruscello del Mörung lo attraversava riportando le acque reflue. Non era ancora un indirizzo esclusivo, ma pian piano i primi notabili e commercianti borghesi iniziarono ad arrivare.
Dal 1295 si ha notizia della presenza di un mercato della frutta che nel 1350 si allargò alle erbe e circa un secolo dopo alle verdure, tanto che verrà comunemente detto Grüner Markt e Kräutermarkt.
Dall'inizio del '300 anche i mugnai e i panettieri vi si stabiliscono, anche se ebbero il diritto di cuocere il pane solo dal 1442; e in seguito anche fabbricanti di rosari. Dal 1424 sono menzionati i primi macellai, che tuttavia, a causa degli odori, videro arrivare un editto di espulsione nel 1564 da parte di Ferdinando I d'Asburgo. Nel XVI secolo vi viene costruito l'Arkadenhof sorta di mercato coperto rinascimentale che dominerà la via fino al 1873.

### Epoca barocca
La struttura del Graben non cambia molto durante quest'epoca, ma sarà piuttosto l'uso a evolversi. Infatti grazie alla sua posizione centrale diviene la scena di numerose festività e cortei. 
Le processioni del Corpus Domini vi si tengono già dal 1438.
I proprietari degli edifici che si affacciano sul Graben iniziano a trasformare e arricchire le facciate dei loro immobili. Tra il 1683 e il 1693 viene innalzata la maestosa Colonna della Peste, barocca, e nel 1701 la vecchia Chiesa di San Pietro viene distrutta e ricostruita nel 1708 ad opera del grande architetto Johann Lukas von Hildebrandt.
Con la nascita del protestantesimo le manifestazioni della fede cattolica si fanno sempre più sontuose e importanti. All'epoca di Carlo VI d'Asburgo era indetta una messa giornaliera alla Colonna della Peste, e nel XVIII secolo vi ha luogo una processione a settimana. Maria Teresa d'Austria cercherà già di limitare le processioni tanto che sotto Giuseppe II d'Asburgo-Lorena si ritornerà alla sola processione del Corpus-domini.
Il Graben è anche scena di marce trionfali e cortei, specialmente per l'entrata degli Arciduchi d'Austria e Imperatori del Sacro Romano Impero. Dal 1620, con Ferdinando II d'Asburgo, gli omaggi cerimoniali vengono svolti al Graben.

### Tempi moderni
Nel corso del XVIII secolo il Graben perde il ruolo di mercato per lasciar il posto ai commerci più eleganti che si stabilirono nelle case attorno. Infatti il mercato delle verdure parte nel 1753 e dal 1772 il Mercatino di Natale si stabilisce altrove. Il Graben diviene la scena principale della vita urbana e una passeggiata privilegiata non limitata alla sola nobiltà. Lo sviluppo degli imprenditori è al suo apogeo e nel 1773 il tipografo Thomas von Trattner fece costruire un grande edificio di appartamenti che prese il nome di Trattnerhof. Non mancherà la prostituzione, le ragazze vengono dette le Grabennymphen, Ninfe del Graben.
Nel XIX secolo il graben conosce un momento florido, vi si installano sempre più negozi di lusso e gli edifici vengono man mano rifatti, ampliati, o demoliti per dar spazio alla viabilità. La Erste Bank nel 1835 fa demolire numerose abitazioni per ergervi il suo palazzo, nel 1860-66 vengono demoliti gli edifici del lato nord-est così il Graben si aprì direttamente su Stock-im-Eisen-Platz e Stephansplatz. Alla fine di questi lavori di ristrutturazione resterà originale solo l'antico Palazzo Bartolotti-Partenfeld, del XVIII secolo.
Nel 1974 fu la prima area pedonale viennese.

## Edifici
- EquitablepalaisVenne eretto in forme neobarocche nel 1890-91 da A.Streit. Presenta un portale a cariatidi e una grande cupola a pianta quadrata.
- Anker Haus, venne costruita nel 1894-95 da Otto Wagner su commissione delle Assicurazioni Anker.
- Palais Bartolotti-Partenfeld, nel 1704 i baroni Johann Paul e Johann Carl Bartolotti von Partenfeld, fratelli, acquistarono una casa in questo luogo, e nel 1720, ottenuto il permesso di costruzione, commissionarono la costruzione, probabilmente, a Johann Lucas von Hildebrandt. È il più antico edificio del Graben arrigvato ai giorni d'oggi.
- Generalihof, venne costruito nel 1794-95 da Peter Mollner e Ernest Koch, ma profondamente ristrutturato e trasformato nel 1831 da Josef Klee e ancora nel 1894 quando, divenuto possesso delle Assicurazioni Generali, rifecero la facciata e vi aggiunsero l'attico.
- Grabenhof, detto anche "Thienemannhof" è un'opera di Otto Thienemann e Otto Wagner, eretta nel 1873-74 in uno stile storicista. Il tetto venne modificato nel 1947 da Alfons Hetmanek.
- Erste österreichische Spar-Casse, la banca Erste Bank s'installa al numero 21 del Graben nel 1825, e dopo aver acquistato le tre case adiacenti commissiona all'architetto Alois Pichl la costruzione di un nuovo grande edificio. Il nuovo palazzo venne eretto fra il 1835 e il 1839, ed è ancora oggi la sede principale della banca.
- Colonna della Peste, si erge al centro del Graben, ed è una fastosa opera barocca, capolavoro dello stile viennese, eretta da diversi artisti fra il 1683 e il 1693.